# Cam Thành Nam
Cam Thành Nam là một xã cũ thuộc thành phố Cam Ranh, tỉnh Khánh Hòa, Việt Nam.
Xã Cam Thành Nam có diện tích 13,57 km², dân số năm 1999 là 4.793 người, mật độ dân số đạt 353 người/km².